# Dennisiomyces griseus
Dennisiomyces griseus är en svampart som först beskrevs av Dennis, och fick sitt nu gällande namn av Rolf Singer 1955. Dennisiomyces griseus ingår i släktet Dennisiomyces och familjen Tricholomataceae.   Inga underarter finns listade i Catalogue of Life.